# Archipiélago de Hawái
El archipiélago de Hawái (en inglés, Hawaiian Islands), antes conocidas como islas Sandwich (no confundir con las islas Sandwich del Sur), está formado por nueve islas y atolones, además de islotes, arrecifes y bancos de arena, en una alineación del noroeste al sureste a lo largo de 2450 km en el Pacífico Norte. El archipiélago toma el nombre de la isla más grande, Hawái, que a la vez es la más oriental.
Las islas del archipiélago son las cimas que sobresalen de una dorsal submarina formada por la actividad volcánica, denominada cadena de montes submarinos Hawái-Emperador. Las islas se encuentran situadas aproximadamente a tres mil kilómetros (mil seiscientas millas náuticas) de América, el continente más próximo, de esta forma el archipiélago de Hawái es el archipiélago más aislado de la Tierra.

## Historia
La fecha de los primeros asentamientos en las islas hawaianas es un tema de continuo debate. Las pruebas arqueológicas parecen indicar un asentamiento ya en el año 124 d. C..
El capitán James Cook, de la Royal Navy, visitó las islas el 18 de enero de 1778, y las bautizó como "Islas Sándwich" en honor al cuarto conde de Sándwich, que como Primer Lord del Almirantazgo fue uno de sus patrocinadores. Este nombre se mantuvo hasta la década de 1840, cuando el nombre local "Hawaii" empezó a prevalecer gradualmente.
Las islas hawaianas tienen una superficie total de 16 636,5 km² (6423,4 millas cuadradas). A excepción de Midway, que es un territorio no incorporado de los Estados Unidos, estas islas e islotes se administran como la entidad Hawái, el 50.º estado de los Estados Unidos.

## Islas y arrecifes

### Islas principales
Las ocho islas principales de Hawái (Islas de Barlovento) se enumeran abajo. Todas, excepto Kaho'olawe, están habitadas.
| Isla       | Sobrenombre                               | Superficie                  | Población (en 2020) | Densidad                   | Punto más alto | Altura             | Edad (Ma) | Localización     |
| ---------- | ----------------------------------------- | --------------------------- | ------------------- | -------------------------- | -------------- | ------------------ | --------- | ---------------- |
| Hawái      | La Gran Isla (The Big Island)             | 10 432,5 km² (4028,0 sq mi) | 200 629             | 17,74/km² (45,948/sq mi)   | Mauna Kea      | 4205 m (13 796 ft) | 0,4       | 19°34′N 155°30′W |
| Maui       | La Isla del Valle (The Valley Isle)       | 1883,4 km² (727,2 sq mi)    | 164 221             | 76,69/km² (198,630/sq mi)  | Haleakalā      | 3055 m (10 023 ft) | 1,3–0,8   | 20°48′N 156°20′W |
| Oʻahu      | El Lugar de Reunión (The Gathering Place) | 1545,4 km² (596,7 sq mi)    | 1 016 508           | 616,78/km² (1597,46/sq mi) | Mount Kaʻala   | 1220 m (4003 ft)   | 3,7–2,6   | 21°28′N 157°59′W |
| Kauaʻi     | La Isla Jardín (The Garden Isle)          | 1430,5 km² (552,3 sq mi)    | 73 298              | 46,78/km² (121,168/sq mi)  | Kawaikini      | 1598 m (5243 ft)   | 5,1       | 22°05′N 159°30′W |
| Molokaʻi   | La Isla Amistosa (The Friendly Isle)      | 673,4 km² (260,0 sq mi)     | 7345                | 10,90/km² (28,250/sq mi)   | Kamakou        | 1512 m (4961 ft)   | 1,9–1,8   | 21°08′N 157°02′W |
| Lānaʻi     | La Isla de la Piña (The Pineapple Isle)   | 363,9 km² (140,5 sq mi)     | 3367                | 8,61/km² (22,313/sq mi)    | Lānaʻihale     | 1026 m (3366 ft)   | 1,3       | 20°50′N 156°56′W |
| Niʻihau    | La Isla Prohibida (The Forbidden Isle)    | 180,0 km² (69,5 sq mi)      | 84                  | 0,94/km² (2,45/sq mi)      | Mount Pānīʻau  | 381 m (1250 ft)    | 4,9       | 21°54′N 160°10′W |
| Kahoʻolawe | La Isla Objetivo (The Target Isle)        | 115,5 km² (44,6 sq mi)      | 0                   | -                          | Puʻu Moaulanui | 452 m (1483 ft)    | 1,0       | 20°33′N 156°36′W |

### Islas menores e islotes

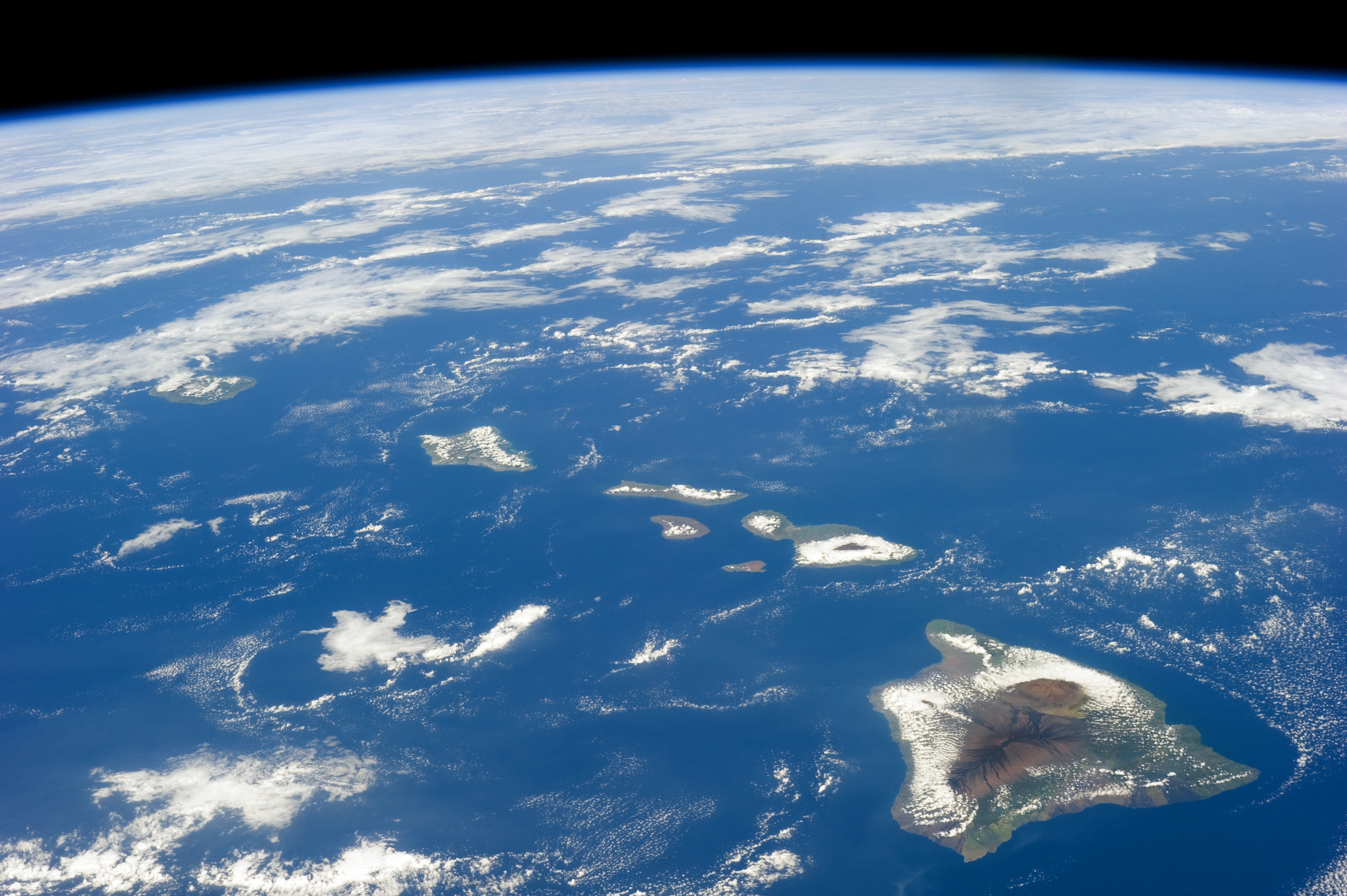
Las islas hawaianas desde el espacio.

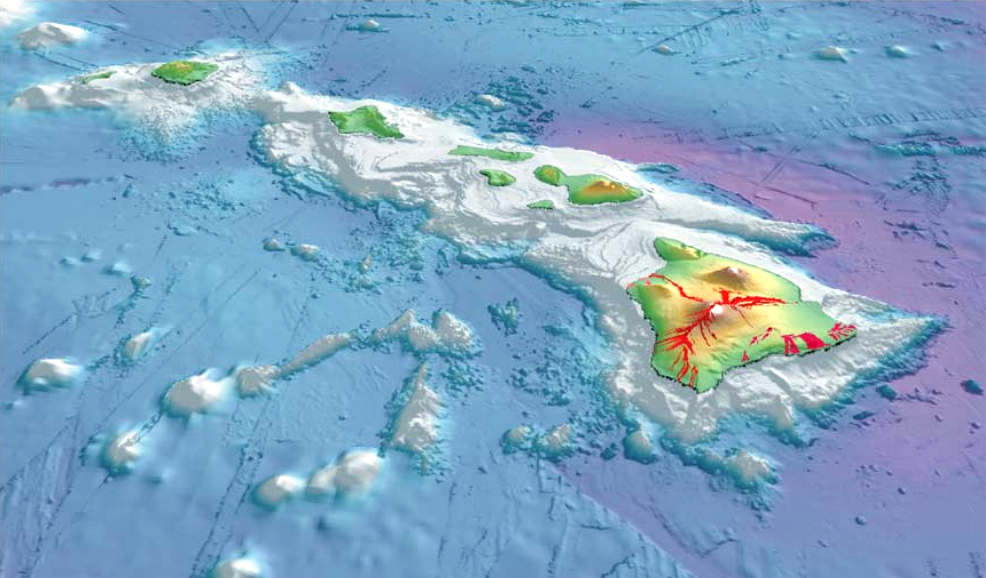
Vista en perspectiva 3D de las islas del sureste de Hawái, con las cumbres blancas de Mauna Loa (4.170 m o 13.680 pies de altura) y Mauna Kea (4.207,3 m o 13.803 pies de altura). Las islas son las cimas de enormes volcanes, la mayor parte de los cuales se encuentran bajo la superficie del mar. Las profundidades del océano están coloreadas desde el violeta (5.750 m o 18.860 pies de profundidad al noreste de Maui) y el índigo hasta el gris claro (más superficial). Los flujos de lava históricos se muestran en rojo, y se originan en las cumbres y las zonas de fisura de los volcanes Mauna Loa, Kilauea y Hualalai en Hawaiʻi.

El estado de Hawái cuenta con 137 "islas" en la cadena hawaiana. Este número incluye todas las islas menores (islas pequeñas), los islotes (islas aún más pequeñas) frente a la costa de las islas mayores (enumeradas anteriormente) y los islotes individuales de cada atolón. Estos son sólo algunos:
- Lehua
- Makapuʻu
- Mānana
- Mōkōlea Rock
- Mokuʻumeʻume
- Mokoliʻi
- Molokini
- Moku Manu
- Moku Ola
- Moku o Loʻe
- Nā Mokulua

### Islas parciales, atolones, arrecifes

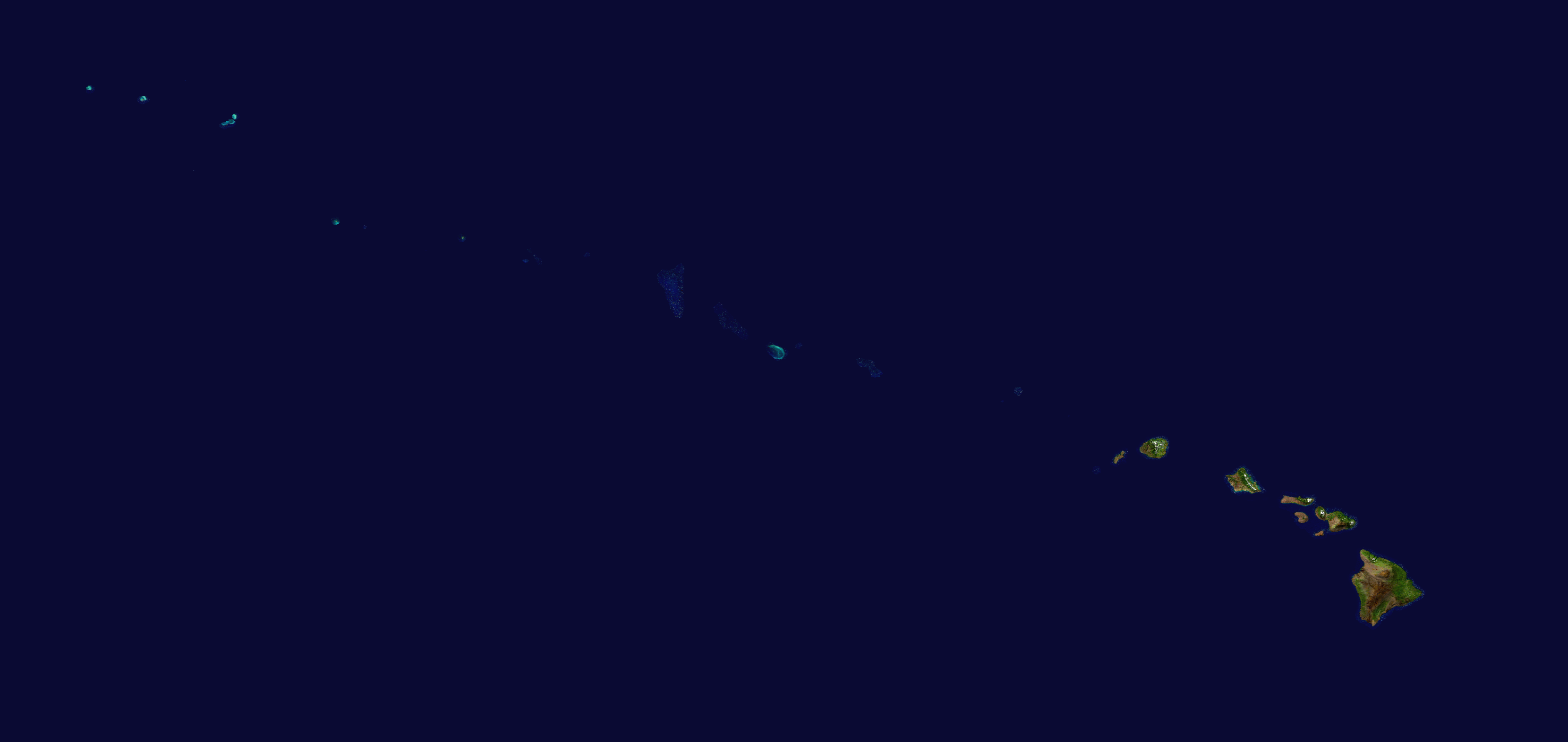
Una imagen satelital compuesta de la NASA de las islas hawaianas tomada desde el espacio exterior. Haga clic en la imagen para obtener una vista más amplia que muestra las islas principales y el extenso archipiélago.

Las islas parciales, los atolones y los arrecifes constituyen las islas de Sotavento o islas del Noroeste de Hawái, todas al oeste de Niʻihau y están deshabitados, excepto el atolón de Midway. Son las siguientes (nombre hawaiano entre paréntesis):
- Kaula (Kaʻula)
- Nihoa (Moku Manu)
- Necker (Mokumanamana)
- French Frigate Shoals (Mokupāpapa)
- Gardner Pinnacles (Pūhāhonu)
- Arrecife Maro (Nalukakala)
- Laysan (Kauō)
- Lisianski (Papaʻāpoho)
- Pearl y Hermes (Holoikauaua)
- Midway (Pihemanu)
- Kure (Kānemilohaʻi)

## Geología

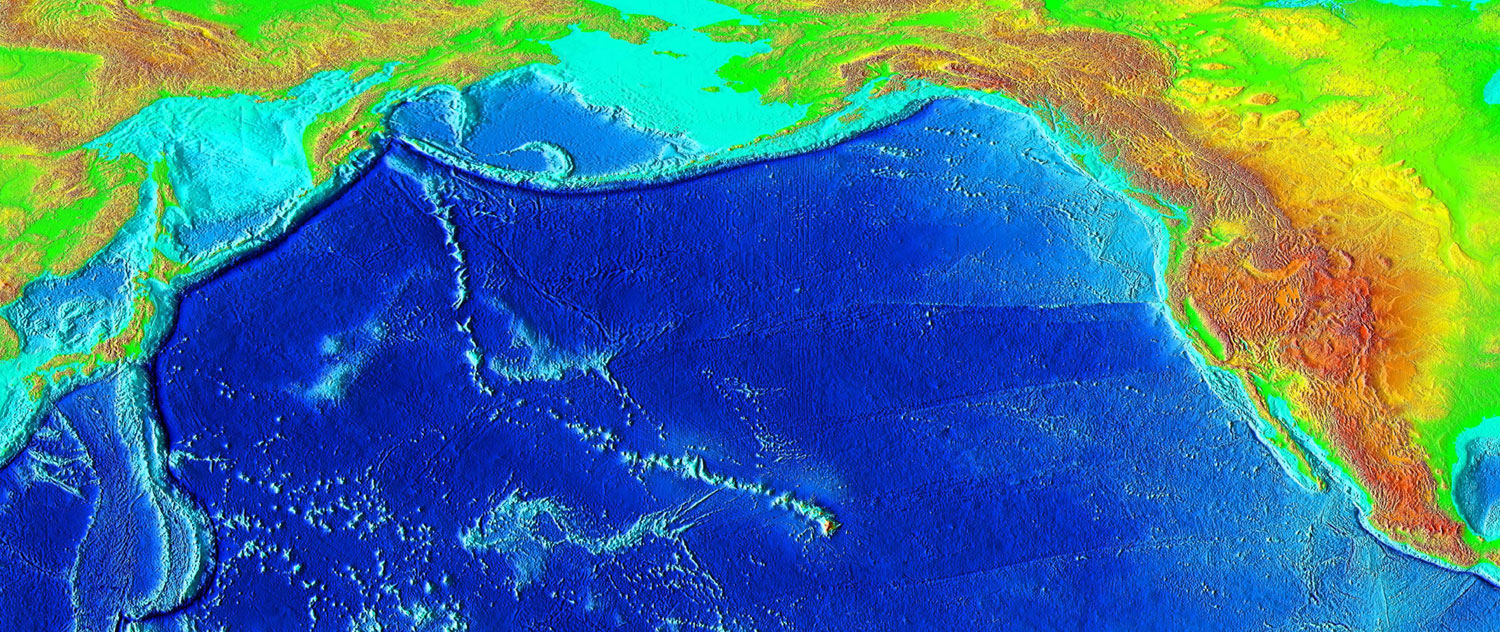
Las erupciones volcánicas desde el punto caliente de Hawái han dejado un rastro de montañas submarinas a lo largo del Pacífico durante millones de años, llamadas la Cadena de montes submarinos Hawái-Emperador.

Esta cadena de islas, o archipiélago, se desarrolló a medida que la placa del Pacífico se desplazaba lentamente hacia el noroeste sobre un punto caliente del manto terrestre a un ritmo de aproximadamente 51 km (32 millas) por millón de años. Así, la isla del sureste es volcánicamente activa, mientras que las islas del extremo noroeste del archipiélago son más antiguas y normalmente más pequeñas, debido a su mayor exposición a la erosión. La edad del archipiélago se ha calculado mediante métodos de datación con argón potásico. A partir de este estudio y de otros, se estima que la isla más noroccidental, el atolón de Kure, es la más antigua, con aproximadamente 28 millones de años (Ma); mientras que la isla más sudoriental, Hawaiʻi, tiene aproximadamente 0,4 Ma (400 000 años). El único vulcanismo activo en los últimos 200 años se ha producido en la isla del sureste, Hawaiʻi, y en el volcán sumergido pero en crecimiento del extremo sureste, Kamaʻehuakanaloa (antes Loʻihi). El Observatorio Volcánico de Hawái del USGS documenta la actividad volcánica reciente y proporciona imágenes e interpretaciones del vulcanismo. El Kīlauea había entrado en erupción de forma casi continua desde 1983 cuando dejó de hacerlo en agosto de 2018.
Casi todo el magma del punto caliente tiene la composición de basalto, por lo que los volcanes hawaianos están compuestos casi en su totalidad por esta roca ígnea. Hay muy poco gabro de grano grueso y diabasa. La nefelinita está expuesta en las islas, pero es extremadamente rara. La mayoría de las erupciones en Hawaiʻi son de tipo hawaiano porque el magma basáltico es relativamente fluido en comparación con los magmas que suelen participar en erupciones más explosivas, como los magmas andesíticos que producen algunas de las espectaculares y peligrosas erupciones en los márgenes de la cuenca del Pacífico.
La isla de Hawaiʻi (la Isla Grande) es la mayor y más joven de la cadena, construida a partir de cinco volcanes. El Mauna Loa, que ocupa más de la mitad de la Isla Grande, es el mayor volcán en escudo de la Tierra. La medida desde el nivel del mar hasta la cima es de más de 4 km (2,5 millas), y desde el nivel del mar hasta el suelo marino de unas 5 km (3,1 millas).

### Terremotos
En las islas hawaianas se producen muchos terremotos, generalmente causados por la actividad volcánica. La mayor parte de los primeros controles de terremotos tuvieron lugar en Hilo, por los misioneros Titus Coan, Sarah J. Lyman y su familia. Entre 1833 y 1896, se registraron aproximadamente 4 o 5 terremotos al año.
En Hawaii se produjeron el 7,3 % de los terremotos registrados en Estados Unidos con una magnitud de 3,5 o superior entre 1974 y 2003, con un total de 1533 terremotos. Hawaii fue el tercer estado de los Estaods Unidos de América con más terremotos durante este periodo, después de Alaska y California.
El 15 de octubre de 2006 se produjo un terremoto de magnitud 6,7 en la costa noroeste de la isla de Hawái, cerca de la zona de Kona, en la isla grande. El terremoto inicial fue seguido aproximadamente cinco minutos después por una réplica de magnitud 5,7. Se registraron daños entre menores y moderados en la mayor parte de la Gran Isla. Varias carreteras importantes quedaron intransitables por el desprendimiento de rocas, y los efectos se sintieron hasta Honolulu, Oahu, a casi 240 km del epicentro. Los cortes de electricidad duraron desde varias horas hasta días. Varias tuberías de agua se rompieron. No se registraron muertes ni lesiones que pusieran en peligro la vida.
El 4 de mayo de 2018 se produjo un terremoto de 6,9 en la zona de actividad volcánica del Kīlauea.
Los terremotos son monitoreados por el Observatorio Volcánico de Hawái dirigido por el USGS.

### Tsunamis
En 1960 un tsunami alcanzó la costa de Hilo, Hawaiʻi, donde dejó 61 muertos y 282 heridos graves. Las olas alcanzaron los 11 m (35 pies) de altura.
Las islas hawaianas están sujetas a tsunamis (también llamados maremotos), grandes olas que golpean la costa. Los tsunamis suelen ser causados por terremotos que tienen lugar en el lecho del Océano Pacífico. Las olas producidas por los terremotos viajan a velocidades de 600-800 km/h (400-500 millas por hora) y pueden afectar a regiones costeras a miles de kilómetros de distancia.
Los tsunamis también pueden originarse en las islas hawaianas. La actividad volcánica explosiva en las islas también puede causar tsunamis. La isla de Molokaʻi sufrió un colapso catastrófico o una avalancha de escombros hace más de un millón de años; este deslizamiento submarino probablemente causó tsunamis. El derrumbe de Hilina en la isla de Hawaiʻi es otro lugar potencial para un gran deslizamiento de tierra y el consiguiente tsunami.
La ciudad de Hilo, en la Isla Grande, ha sido la más afectada por los tsunamis, donde la entrada de agua se acentúa por la forma de la bahía de Hilo. Las ciudades costeras tienen sirenas de alerta de tsunami.
Un tsunami resultante del Terremoto de Chile de 2010 golpeó las islas el 27 de febrero de 2010. Fue relativamente menor, pero los funcionarios locales de gestión de emergencias utilizaron la última tecnología y ordenaron evacuaciones en preparación para un posible evento mayor. El Gobernador declaró que era un "buen simulacro" para el próximo evento mayor.
Un tsunami resultante del terremoto en Japón de 2011 golpeó las islas el 11 de marzo de 2011. Fue relativamente menor, pero los funcionarios locales ordenaron evacuaciones en preparación para un posible evento mayor. El tsunami causó unos 30,1 millones de dólares en daños.

## Clima

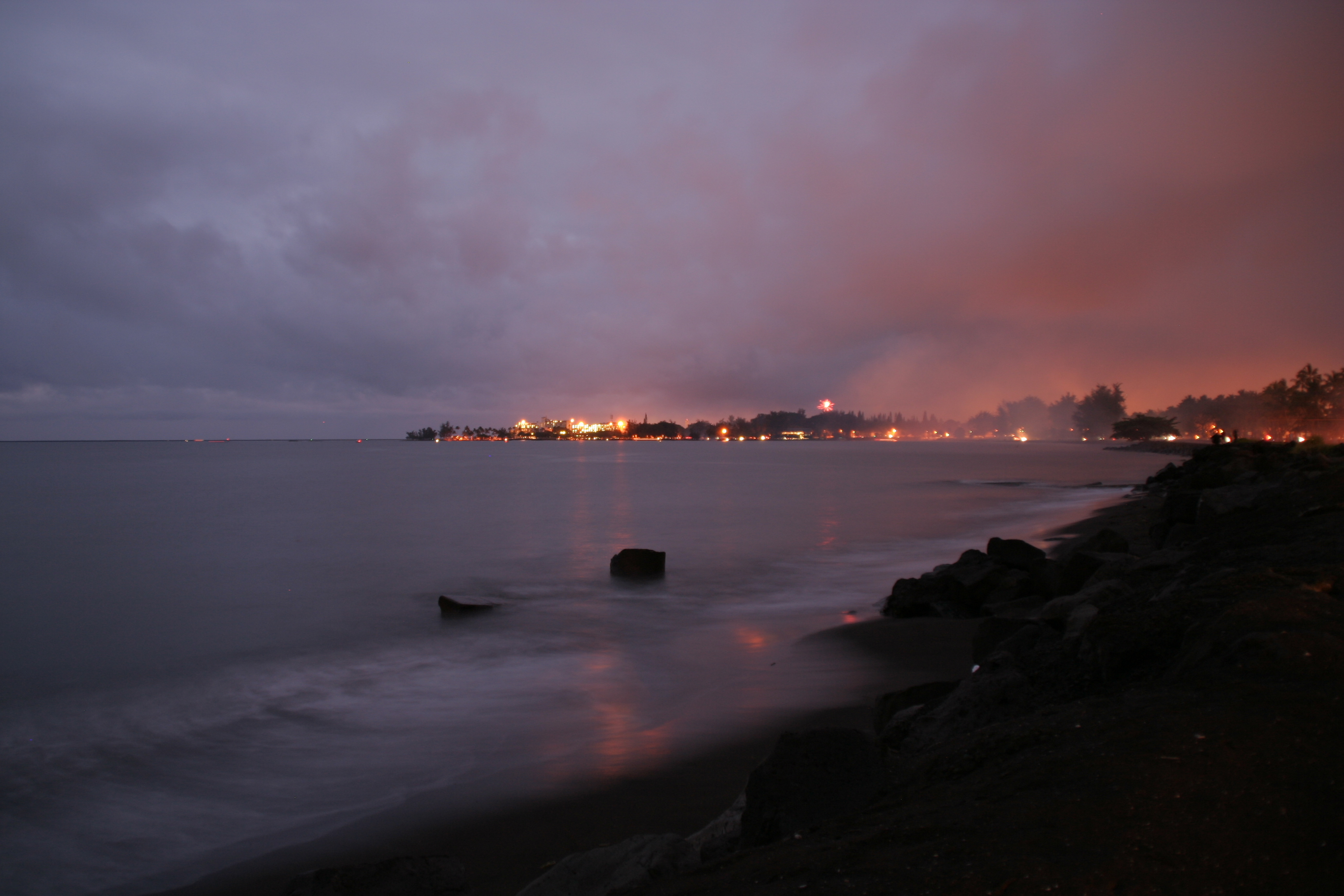
Vista de la Bahía de Hilo.

Las islas son más húmedas en el norte y al este, a barlovento de los vientos alisios, donde hay más precipitación. Las áreas litorales en general, y especialmente en el sur y al oeste o sotavento, son más secas. La mayoría de áreas turísticas están en el litoral de sotavento de las islas.
La mayoría de lluvias se concentran entre los meses de octubre y abril. Siendo la estación más seca de mayo a septiembre, pero con riesgo de huracanes.
La temperatura media al nivel del mar varía entre los 29 y los 32 °C en verano y entre los 18 y los 21 °C en invierno. La temperatura disminuye con la altitud y, de hecho, las tres montañas más altas, Mauna Kea, Mauna Loa y Haleakala, se cubren de nieve en invierno.
Los tsunamis pueden afectar a las islas Hawái. Históricamente, la ciudad de Hilo, en la isla de Hawái, ha recibido el impacto de tsunamis acentuados por la forma de la bahía donde está situada.

### Huracanes
La temporada de huracanes en las islas Hawái acostumbra a ser de junio a noviembre, momento en que los huracanes y las tormentas tropicales son más frecuentes en el Pacífico. Estas tormentas tienden a originarse en la costa de México (en concreto en la península de la Baja California).
Hawái está protegida del vasto océano Pacífico, ya que a medida que las tormentas cruzan el Pacífico tienden a perder fuerza si topan con masas de agua fría. Se piensa que la topografía de las islas más altas (Haleakalā en Maui, Mauna Kea y el Mauna Loa en la Gran Isla) pueden proteger las islas, y es cierto que Kauaʻi ha sido golpeada más a menudo en los últimos 50 años que las otras.

## Ecología
Las islas Hawái tienen una gran cantidad de especies endémicas. La fauna y la flora se desarrollaron casi en completo aislamiento durante setenta millones  de años.
La llegada de los europeos tuvo un gran impacto con la promoción a gran escala de la agricultura de monocultivo para la exportación, la introducción del ganado y el desarrollo urbano. Hoy en día muchas de las especies endémicas que quedan están en peligro de extinción.

## Monumento nacional marino de los Estados Unidos
El 15 de junio de 2006, el presidente de los Estados Unidos de América George W. Bush emitió una proclamación pública por la que se creaba el Monumento Nacional Marino Papahānaumokuākea (Papahānaumokuākea Marine National Monument) en virtud de la Ley de Antigüedades de 1906. El Monumento abarca el noroeste de las islas hawaianas y las aguas circundantes, formando la mayor reserva de fauna marina del mundo. En agosto de 2010, el Comité del Patrimonio Mundial de la UNESCO añadió Papahānaumokuākea a su lista de sitios del Patrimonio Mundial. El 26 de agosto de 2016, el presidente Barack Obama amplió considerablemente Papahānaumokuākea, cuadruplicando su tamaño original.